# Dracula (roślina)

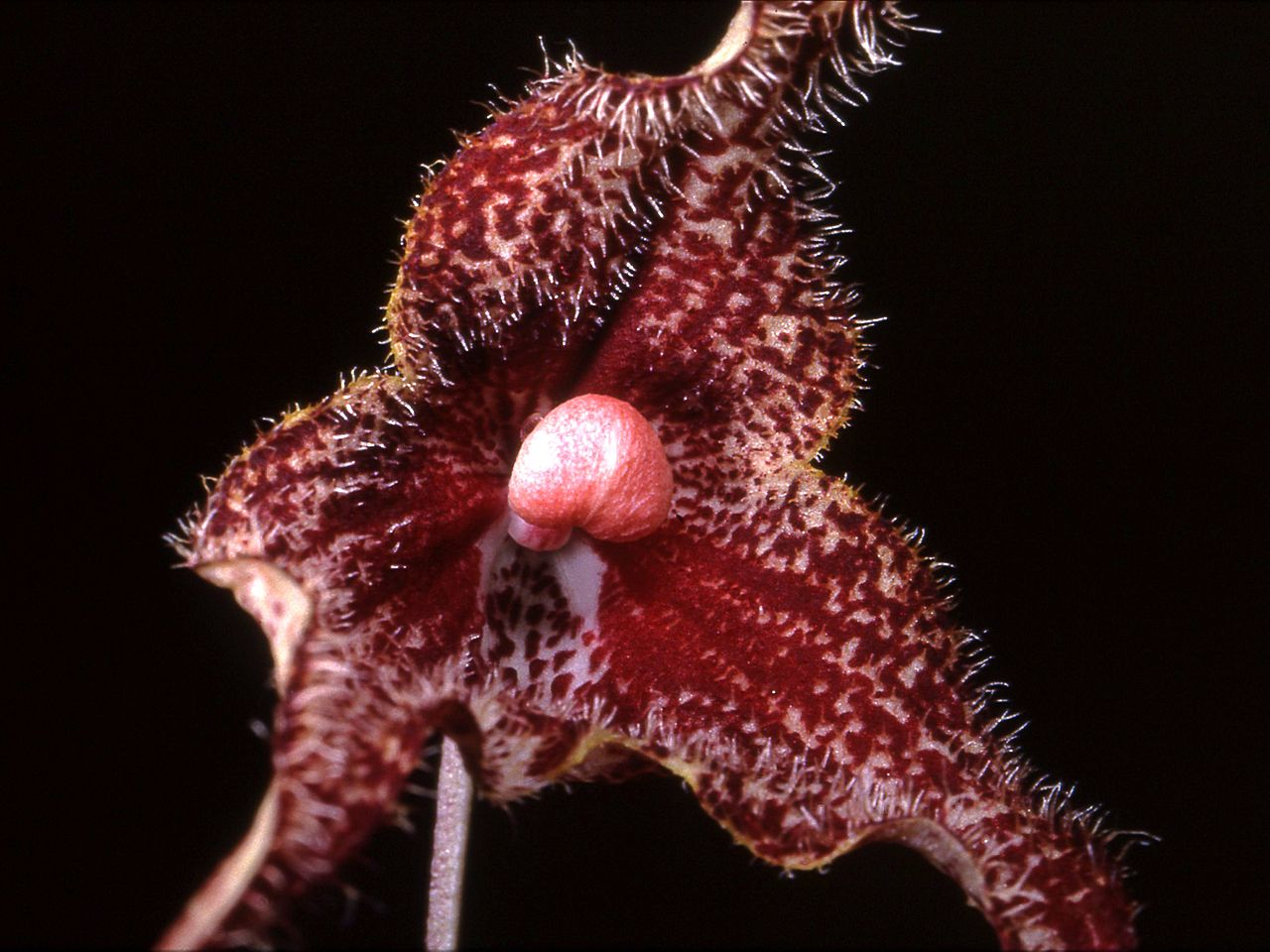
Dracula chimaera

Dracula – rodzaj symodialnych, epifitycznych i terrestrialnych storczyków z podplemienia Pleurothallidinae.
Dracula obejmuje około 147 gatunków występujących w cienistych, górskich regionach Ameryki Centralnej i Południowej (Nikaragua, Ekwador, Kolumbia, Panama, Kostaryka, Peru).
Ryzom płożący. Brak pseudobulw. Liście cienkie, szerokie, skupione, z silnie zaznaczoną żyłką środkową.
Pęd kwiatowy długi, ułożony horyzontalnie, na szczycie zawiązuje się pojedynczy kwiat, rzadko 3. Kwiaty obustronnie symetryczne, podczas rozwoju zachodzi resupinacja. Płatki zewnętrznego okółka (sepale) zrośnięte, wydłużone apikalnie. Warżka (labellum) z wyraźnie zaznaczonym hypochilem i epichilem. Hypochil podzielony, mięsisty. Epichil cieńszy wywinięty do wewnątrz. Płatki wewnętrznego okółka (petale) wolne, zredukowane, okrywające warżkę. Prętosłup z wąskim rostellum oddzielającym położone brzusznie gynoecium od pyłkowin.

## Systematyka
Rodzaj sklasyfikowany do podplemienia Pleurothallidinae w plemieniu Epidendreae, podrodzina epidendronowe (Epidendroideae), rodzina storczykowate (Orchidaceae), rząd szparagowce (Asparagales) w obrębie roślin jednoliściennych.
Wykaz gatunków
- Dracula adrianae Luer
- Dracula agnosia A.Doucette
- Dracula alcithoe Luer & R.Escobar
- Dracula amaliae Luer & R.Escobar
- Dracula andreettae (Luer) Luer
- Dracula anthracina Luer & R.Escobar
- Dracula antonii Luer
- Dracula aphrodes Luer & R.Escobar
- Dracula astuta (Rchb.f.) Luer
- Dracula barrowii Luer
- Dracula bella (Rchb.f.) Luer
- Dracula bellerophon Luer & R.Escobar
- Dracula benedicti (Rchb.f.) Luer
- Dracula berthae Luer & R.Escobar
- Dracula brangeri Luer
- Dracula callithrix N.Peláez, Buit-Del. & Gary Mey.
- Dracula carcharodon Vierling
- Dracula carcinopsis Luer & R.Escobar
- Dracula carlueri Hermans & P.J.Cribb
- Dracula chestertonii (Rchb.f.) Luer
- Dracula chimaera (Rchb.f.) Luer
- Dracula chiroptera Luer & Malo
- Dracula christineana Luer
- Dracula circe Luer & R.Escobar
- Dracula citrina Luer & R.Escobar
- Dracula cochliops Luer & R.Escobar
- Dracula cordobae Luer
- Dracula cutis-bufonis Luer & R.Escobar
- Dracula dalessandroi Luer
- Dracula dalstroemii Luer
- Dracula deburghgraeveana Vierling
- Dracula decussata Luer & R.Escobar
- Dracula deltoidea (Luer) Luer
- Dracula deniseana Luer
- Dracula dens-canis N.Peláez
- Dracula dentifera Vierling
- Dracula diabola Luer & R.Escobar
- Dracula diana Luer & R.Escobar
- Dracula dickinsoniana Vierling
- Dracula dodsonii (Luer) Luer
- Dracula erythrochaete (Rchb.f.) Luer
- Dracula erythrocodon (Luer & Dalström) O.Gruss & M.Wolff
- Dracula exasperata Luer & R.Escobar
- Dracula fafnir Luer
- Dracula felix (Luer) Luer
- Dracula fernandezii Cavestro
- Dracula flabellulata Vierling
- Dracula fuligifera Luer
- Dracula fuliginosa (Luer) Luer
- Dracula gastrophora Luer & Hirtz
- Dracula gerhardii Luer & Sijm
- Dracula gigas (Luer & Andreetta) Luer
- Dracula gorgona (A.H.Kent) Luer & R.Escobar
- Dracula gorgonella Luer & R.Escobar
- Dracula hawleyi Luer
- Dracula hirsuta Luer & Andreetta
- Dracula hirtzii Luer
- Dracula houtteana (Rchb.f.) Luer
- Dracula immunda A.Doucette
- Dracula inaequalis (Rchb.f.) Luer & R.Escobar
- Dracula incognita Luer & R.Escobar
- Dracula inexperata Pupulin
- Dracula insolita Luer & R.Escobar
- Dracula irmeliniae N.Peláez, Gary Mey. & L.A.Mazar.
- Dracula janetiae (Luer) Luer
- Dracula kareniae Luer & Dalström
- Dracula lafleurii Luer & Dalström
- Dracula lehmanniana Luer & R.Escobar
- Dracula lemurella Luer & R.Escobar
- Dracula leonum Luer
- Dracula levii Luer
- Dracula ligiae Luer & R.Escobar
- Dracula lindstroemii Luer & Dalström
- Dracula lotax (Luer) Luer
- Dracula maduroi Luer
- Dracula mantissa Luer & R.Escobar
- Dracula marieae Cavestro & J.Fernandez
- Dracula marinii Baquero
- Dracula marsupialis Luer & Hirtz
- Dracula mendozae Luer & V.N.M.Rao
- Dracula minax Luer & R.Escobar
- Dracula mopsus (F.Lehm. & Kraenzl.) Luer
- Dracula morleyi Luer & Dalström
- Dracula navarroorum Luer & Hirtz
- Dracula nigritella Luer
- Dracula nosferatu Luer & R.Escobar
- Dracula nycterina (Rchb.f.) Luer
- Dracula octavioi Luer & R.Escobar
- Dracula olmosii Luer & Maduro
- Dracula ophioceps Luer & R.Escobar
- Dracula orientalis Luer & R.Escobar
- Dracula ortiziana Luer & R.Escobar
- Dracula papillosa Luer & Dodson
- Dracula pholeodytes Luer & R.Escobar
- Dracula pileus Luer & R.Escobar
- Dracula polyphemus (Luer) Luer
- Dracula portillae Luer & Andreetta
- Dracula posadarum Luer & R.Escobar
- Dracula presbys Luer & R.Escobar
- Dracula psittacina (Rchb.f.) Luer & R.Escobar
- Dracula psyche (Luer & Andreetta) Luer
- Dracula pubescens Luer & Dalström
- Dracula pusilla (Rolfe) Luer
- Dracula radiosa (Rchb.f.) Luer
- Dracula rastamanoides Vierling
- Dracula rezekiana Luer & R.Hawley
- Dracula ripleyana Luer
- Dracula robledorum (P.Ortiz) Luer & R.Escobar
- Dracula roethiana Vierling
- Dracula roezlii (Rchb.f.) Luer
- Dracula rojasii N.Peláez, Buitr.-Delg. & Gary Mey.
- Dracula saulii Luer & Sijm
- Dracula schudelii Luer & Hirtz
- Dracula senex-furens N.Peláez, Buitr.-Delg. & Gary Mey.
- Dracula sergioi Luer & R.Escobar
- Dracula severa (Rchb.f.) Luer
- Dracula sibundoyensis Luer & R.Escobar
- Dracula sijmii Luer
- Dracula simia (Luer) Luer
- Dracula smaug Baquero & Gary Mey.
- Dracula sodiroi (Schltr.) Luer
- Dracula soennemarkii Luer & Dalström
- Dracula spectrum (Rchb.f.) A.Doucette
- Dracula syndactyla Luer
- Dracula terborchii Luer & Hirtz
- Dracula tobarii Luer & Hirtz
- Dracula trichroma (Schltr.) Hermans
- Dracula trigonopetala Gary Mey. & Baquero ex A.Doucette
- Dracula trinympharum Luer
- Dracula tsubotae Luer
- Dracula tubeana (Rchb.f.) Luer
- Dracula ubangina Luer & Andreetta
- Dracula vampira (Luer) Luer
- Dracula veleziana Luer & V.N.M.Rao
- Dracula velutina (Rchb.f.) Luer
- Dracula venefica Luer & R.Escobar
- Dracula venosa (Rolfe) Luer
- Dracula verticulosa Luer & R.Escobar
- Dracula vespertilio (Rchb.f.) Luer
- Dracula vierlingii Luer & Sijm
- Dracula villegasii Königer
- Dracula vinacea Luer & R.Escobar
- Dracula vlad-tepes Luer & R.Escobar
- Dracula wallisii (Rchb.f.) Luer
- Dracula wetzeliana Vierling
- Dracula woolwardiae (F.Lehm. & Kraenzl.) Luer
- Dracula xenos Luer & R.Escobar

Hybrydy
- Dracula × anicula Luer & R.Escobar
- Dracula × pinasensis Zambrano & Solano
- Dracula × radiosyndactyla Luer